# San Martín, Jesús Carranza
San Martín är en ort i Mexiko.   Den ligger i kommunen Jesús Carranza och delstaten Veracruz, i den sydöstra delen av landet, 500 km sydost om huvudstaden Mexico City. San Martín ligger 40 meter över havet och antalet invånare är 285.
Terrängen runt San Martín är platt åt nordost, men åt sydväst är den kuperad. Runt San Martín är det ganska glesbefolkat, med 23 invånare per kvadratkilometer. Närmaste större samhälle är Jesús Carranza, 6,5 km norr om San Martín. Omgivningarna runt San Martín är en mosaik av jordbruksmark och naturlig växtlighet.